# 倉田清
倉田 清（くらた きよし、1928年2月6日 - 2002年）は、日本のフランス文学者、翻訳家。神奈川大学名誉教授。

## 概要
東京府生まれ。1953年東京外国語大学フランス学科卒。1958年から1960年までパリ大学文学部留学。上智大学助教授、教授、神奈川大学教授、1998年定年退任、名誉教授。
シャルル・ペギーを中心にキリスト教文学を研究、翻訳した。フランス語のみならずイタリア語、スペイン語、英語に通じ、語学教科書も数多く執筆した。

## 著書
- 『愛の悲劇と神秘 フランス文学講義』（南窓社） 1966
- 『自然と恩寵 フランシス・ジャムの詩の世界』（中央出版社） 1966
- 『シャルル・ペギーの思想の形成と発展 社会主義と神秘主義』（南窓社） 1971
- 『やさしく話すフランス語 パリ旅行会話』（第三書房） 1976
- 『仏文和訳の実際』（大修館書店） 1977
- 『仏文和訳の方法  条件法・接続法マスター』（大修館書店） 1995
- 『いちばんやさしいフランス語会話入門』（池田書店） 2001

### 共著
- 『やさしく話すアメリカ英語 ひとくち旅行会話』（アーネスト・M・カーマイケル共著、第三書房） 1981
- 『現代キリスト教用語辞典 仏英独日対照』（波木居純一共著、大修館書店） 1985
- 『やさしく話すイタリア語 ひとくち旅行会話』（西村暢夫共著、第三書房） 1988

## 翻訳
- 『他人の重み』（ボリス・シモン、東峰書院） 1960
- 『ペンの奉仕』（A・ド・パルヴィエ、ドン・ボスコ社、カトリック全書） 1961
- 『聖イグナチオの霊性』（ジョゼフ・ド・ギベール、中央出版社） 1963
- 『シャルル・ド・フコーの霊的遍歴』（ジャン・フランソワ・シックス、エンデルレ書店） 1964、のち改題『シャルル・ド・フーコー』（聖母文庫）
- 『神は人々とともに』（A・コルベジェ、中央出版社） 1965
- 『聖書の主要テーマ』（ボアマール他、磯見辰典, 吉田啓太共訳、南窓社、聖書研究叢書） 1965
- 『ミケランジェロの生涯』（ロマン・ロラン、角川文庫） 1966
- 『ジャンセニスム』（ルイ・コニェ、朝倉剛共訳、白水社、文庫クセジュ） 1966
- 『ジャム詩集』（三笠書房、世界の名詩集） 1967
- 『新約聖書』（オスカー・クルマン、白水社、文庫クセジュ） 1967
- 『にんじん』（ジュール・ルナール、ポプラ社、世界の名著） 1968
- 『教会一致運動』（マドレーヌ・バロ、波木居純一共訳、白水社、文庫クセジュ） 1970
- 『詩とは何か その位置について』（ジャック・マリタン, ライサ・マリタン、南窓社） 1970
- 『進歩の危機』（フランソワ・ド・クロゼ、朝倉剛共訳、日本経済新聞社） 1973
- 『世界反戦詩集 戦争と平和』（角川文庫） 1973
- 『フランス文学ハンドブック ヌーヴォー・ロマンからシャンソン・ド・ロランへ』（ピエール・ブリュネル, ドニ・ユイスマン、朝倉剛共訳、白水社） 1974
- 『貧しい人に福音を アントワーヌ・シュヴリエの生涯』（ジャン－フランソワ・シックス、エンデルレ書店） 1976、のち改題『福者シュヴリェ神父』（聖母文庫）
- 『深き淵より 現代の詩篇』（エルネスト・カルデナル、ヨルダン社） 1979
- 『聖人たちの知恵 教父および教会著作家選集』（M・デ・ブラバンデレ編、中央出版社） 1979
- 『フランシス・ジャム詩集』（朝日出版社） 1980
- 『カトリック 過去と未来』（J・ダニエルー, J・オノレ, P・プーパール、朝倉剛共訳、ヨルダン社） 1981
- 『ヴェルサイユの歴史』（リュック・ブノワ、瀧川好庸共訳、白水社、文庫クセジュ） 1999
- 『祈り 地上に平和を 倉田清訳詩集』（ドン・ボスコ社） 2000
- 『語の選択』（ジャック・クラレ、中川恭明共訳、白水社、文庫クセジュ） 2001